# Novaes
Octavio Novaes de Oliveira (1954), mais conhecido como Novaes, é um chargista, cartunista, ilustrador, pintor e quadrinista brasileiro. Filho do também chargista Otávio, Novaes teve seus trabalhos publicados pela primeira vez em 1973, em um concurso promovido pela publicação Gibi Semanal. No mesmo ano, começou a fazer tiras cômicas no jornal Notícias Populares. Depois, passou a trabalhar no jornal Folha da Tarde, o mesmo em que seu pai trabalhava, no qual foi chargista por 15 anos.
Em 8 de setembro de 1986, Novaes começou a publicar na Folha da Tarde aquele que veio a ser seu trabalho mais conhecido, a tira cômica Sir Ney, que fazia sátira política ao transportar o governo do então presidente José Sarney (representado pelo rei "Sir Ney") para um mundo medieval. Uma coletânea das melhores tiras foi publicada em 1989 pela Ícone Editora sob o título Sir Ney: que rei fui eu, obra com a qual Novaes ganhou o 3º Troféu HQ Mix na categoria "melhor álbum de humor" e o 6º Prêmio Angelo Agostini na categoria "melhor desenhista".
Em 2011, Novaes ganhou o título de "Mestre do Quadrinho Nacional", outorgado durante o 27º Prêmio Angelo Agostini.